# Midnight's Children (película)
Midnight’s children es una película canadiense-estadounidense de 2012, dirigida por Deepa Mehta (n. 1950), cineasta india expatriada en Canadá.
La película es una adaptación del libro Hijos de la medianoche (1980) de Salman Rushdie (n. 1947).
El título preliminar fue Winds of change (‘vientos de cambio’).

## Reparto
- Satya Bhabha como el telépata Salim Sinaí[1]
- Shriya[2] como Parvati
- Darsheel Safary como Salim Sinaí (de pequeño)
- Anupam Kher como Ghani
- Shabana Azmi como Nasim
- Seema Biswas como Mary
- Samrat Chakrabarti como Wee Willie Winkie
- Rajat Kapoor como Aadam Aziz
- Soha Ali Khan como Jamila
- Rahul Bose como Zulfikar
- Siddharth Narayan como Shiva
- Anita Majumdar como Emerald
- Shahana Goswami como Amina[3]
- Chandan Roy Sanyal como Joseph D’Costa[4]
- Ronit Roy como Ahmed Sinaí[5]
- Kulbhushan Kharbanda como Picture Singh
- Shikha Talsania como Alia
- Zaib Shaikh como Nadir Khan
- Sarita Choudhury como la dama
- Vinay Pathak como Hardy
- Ranvir Shorey como Laurel
- Suresh Menon como el field marshall
- Rajesh Khera